# Ecuación general de transferencia de calor
En dinámica de fluidos, la ecuación general de transferencia de calor es una ecuación diferencial parcial no lineal que describe la producción específica de entropía en un fluido newtoniano sometido a conducción térmica y fuerzas viscosas:
| {\displaystyle \rho T{\frac {Ds}{Dt}}=\nabla \cdot (k\nabla T)+{\frac {\mu }{2}}\left({\frac {\partial v_{i}}{\partial x_{j}}}+{\frac {\partial v_{j}}{\partial x_{i}}}-{\frac {2}{3}}\delta _{ij}\nabla \cdot {\bf {v}}\right)^{2}+\zeta (\nabla \cdot {\bf {{v})^{2}}}} |donde {\displaystyle s} es la entropía específica, {\displaystyle \rho } es la densidad del fluido, {\displaystyle T} es la temperatura del fluido, {\displaystyle D/Dt} es la derivada material, {\displaystyle \kappa } es la conductividad térmica, {\displaystyle \mu } es la viscosidad dinámica, {\displaystyle \zeta } es el segundo parámetro de Lamé, {\displaystyle {\bf {v}}} es la velocidad de flujo, {\displaystyle \nabla } es el del utilizado para caracterizar el gradiente y la divergencia, y {\displaystyle \delta _{ij}} es el delta de Kronecker.
Si la velocidad del flujo es despreciable, la ecuación general de transferencia de calor se reduce a la ecuación estándar del calor. También puede aplicarse a flujos estratificados en rotación, como los que se encuentran en la dinámica de fluidos geofísicos.

## Derivación

### Ampliación de la ecuación de energía del fluido ideal
Para un fluido viscoso newtoniano, las ecuaciones que rigen la conservación de la masa y el momento son la ecuación de continuidad y las ecuaciones de Navier-Stokes:{\displaystyle {\begin{aligned}{\partial \rho  \over {\partial t}}&=-\nabla \cdot (\rho {\bf {v}})\\\rho {D{\bf {v}} \over {Dt}}&=-\nabla p+\nabla \cdot \sigma \end{aligned}}}donde {\displaystyle p} es la presión y {\displaystyle \sigma } es el tensor de tensión viscoso, con los componentes del tensor de esfuerzo viscoso dados por:{\displaystyle \sigma _{ij}=\mu \left({\partial v_{i} \over {\partial x_{j}}}+{\partial v_{j} \over {\partial x_{i}}}-{2 \over {3}}\delta _{ij}\nabla \cdot {\bf {v}}\right)+\zeta \delta _{ij}\nabla \cdot {\bf {v}}}La energía de una unidad de volumen del fluido es la suma de la energía cinética {\displaystyle \rho v^{2}/2\equiv \rho k} y la energía interna {\displaystyle \rho \varepsilon } donde {\displaystyle \varepsilon } es la energía interna específica. En un fluido ideal, como el descrito por las ecuaciones de Euler, la conservación de la energía viene definida por la ecuación:{\displaystyle {\partial  \over {\partial t}}\left[\rho (k+\varepsilon )\right]+\nabla \cdot \left[\rho {\bf {v}}(k+h)\right]=0}donde {\displaystyle h} es la entalpía específica. Sin embargo, para que la conservación de la energía se cumpla en un fluido viscoso sujeto a conducción térmica, el flujo de energía debido a la advección {\displaystyle \rho {\bf {v}}(k+h)} debe complementarse con un flujo de calor dado por la ley de Fourier {\displaystyle {\bf {q}}=-\kappa \nabla T} y un flujo debido a la fricción interna {\displaystyle -\sigma \cdot {\bf {v}}}. Entonces la ecuación general de conservación de la energía es:{\displaystyle {\partial  \over {\partial t}}\left[\rho (k+\varepsilon )\right]+\nabla \cdot \left[\rho {\bf {v}}(k+h)-\kappa \nabla T-\sigma \cdot {\bf {v}}\right]=0}

### Ecuación de la producción de entropía
Obsérvese que las relaciones termodinámicas para la energía interna y la entalpía vienen dadas por:{\displaystyle {\begin{aligned}\rho d\varepsilon &=\rho Tds+{p \over {\rho }}d\rho \\\rho dh&=\rho Tds+dp\end{aligned}}}También podemos obtener una ecuación para la energía cinética tomando el producto punto de la ecuación de Navier-Stokes con la velocidad del flujo {\displaystyle {\bf {v}}} para obtener:{\displaystyle \rho {Dk \over {Dt}}=-{\bf {v}}\cdot \nabla p+v_{i}{\partial \sigma _{ij} \over {\partial x_{j}}}}El segundo término del lado derecho puede ampliarse de la siguiente manera:{\displaystyle {\begin{aligned}v_{i}{\partial \sigma _{ij} \over {\partial x_{j}}}&={\partial  \over {\partial x_{j}}}\left(\sigma _{ij}v_{i}\right)-\sigma _{ij}{\partial v_{i} \over {\partial x_{j}}}\\&\equiv \nabla \cdot (\sigma \cdot {\bf {v}})-\sigma _{ij}{\partial v_{i} \over {\partial x_{j}}}\end{aligned}}}Con la ayuda de la relación termodinámica para la entalpía y el último resultado, podemos entonces poner la ecuación de la energía cinética en la forma:{\displaystyle \rho {Dk \over {Dt}}=-\rho {\bf {v}}\cdot \nabla h+\rho T{\bf {v}}\cdot \nabla s+\nabla \cdot (\sigma \cdot {\bf {v}})-\sigma _{ij}{\partial v_{i} \over {\partial x_{j}}}}Ahora expandiendo la derivada temporal de la energía total, tenemos:{\displaystyle {\partial  \over {\partial t}}\left[\rho (k+\varepsilon )\right]=\rho {\partial k \over {\partial t}}+\rho {\partial \varepsilon  \over {\partial t}}+(k+\varepsilon ){\partial \rho  \over {\partial t}}}Entonces expandiendo cada uno de estos términos, encontramos que:{\displaystyle {\begin{aligned}\rho {\partial k \over {\partial t}}&=-\rho {\bf {v}}\cdot \nabla k-\rho {\bf {v}}\cdot \nabla h+\rho T{\bf {v}}\cdot \nabla s+\nabla \cdot (\sigma \cdot {\bf {v}})-\sigma _{ij}{\partial v_{i} \over {\partial x_{j}}}\\\rho {\partial \varepsilon  \over {\partial t}}&=\rho T{\partial s \over {\partial t}}-{p \over {\rho }}\nabla \cdot (\rho {\bf {v}})\\(k+\varepsilon ){\partial \rho  \over {\partial t}}&=-(k+\varepsilon )\nabla \cdot (\rho {\bf {v}})\end{aligned}}}Y recogiendo términos, nos quedamos con:{\displaystyle {\partial  \over {\partial t}}\left[\rho (k+\varepsilon )\right]+\nabla \cdot \left[\rho {\bf {v}}(k+h)-\sigma \cdot {\bf {v}}\right]=\rho T{Ds \over {Dt}}-\sigma _{ij}{\partial v_{i} \over {\partial x_{j}}}}Añadiendo ahora la divergencia del flujo de calor debido a la conducción térmica a cada lado, tenemos que:{\displaystyle {\partial  \over {\partial t}}\left[\rho (k+\varepsilon )\right]+\nabla \cdot \left[\rho {\bf {v}}(k+h)-\kappa \nabla T-\sigma \cdot {\bf {v}}\right]=\rho T{Ds \over {Dt}}-\nabla \cdot (\kappa \nabla T)-\sigma _{ij}{\partial v_{i} \over {\partial x_{j}}}}Sin embargo, sabemos que por la conservación de la energía en el lado izquierdo es igual a cero, lo que nos deja con:{\displaystyle \rho T{Ds \over {Dt}}=\nabla \cdot (\kappa \nabla T)+\sigma _{ij}{\partial v_{i} \over {\partial x_{j}}}}El producto del tensor de esfuerzo viscoso y el gradiente de velocidad puede expandirse como:{\displaystyle {\begin{aligned}\sigma _{ij}{\partial v_{i} \over {\partial x_{j}}}&=\mu \left({\partial v_{i} \over {\partial x_{j}}}+{\partial v_{j} \over {\partial x_{i}}}-{2 \over {3}}\delta _{ij}\nabla \cdot {\bf {v}}\right){\partial v_{i} \over {\partial x_{j}}}+\zeta \delta _{ij}{\partial v_{i} \over {\partial x_{j}}}\nabla \cdot {\bf {v}}\\&={\mu  \over {2}}\left({\partial v_{i} \over {\partial x_{j}}}+{\partial v_{j} \over {\partial x_{i}}}-{2 \over {3}}\delta _{ij}\nabla \cdot {\bf {v}}\right)^{2}+\zeta (\nabla \cdot {\bf {v}})^{2}\end{aligned}}}Así se llega a la forma final de la ecuación para la producción de entropía específica:{\displaystyle \rho T{Ds \over {Dt}}=\nabla \cdot (\kappa \nabla T)+{\mu  \over {2}}\left({\partial v_{i} \over {\partial x_{j}}}+{\partial v_{j} \over {\partial x_{i}}}-{2 \over {3}}\delta _{ij}\nabla \cdot {\bf {v}}\right)^{2}+\zeta (\nabla \cdot {\bf {v}})^{2}}En el caso en que la conducción térmica y las fuerzas viscosas están ausentes, la ecuación para la producción de entropía se colapsa a {\displaystyle Ds/Dt=0} - mostrando que el flujo de fluido ideal es isentrópico.

## Aplicación
Esta ecuación se deduce en la sección 49, al comienzo del capítulo sobre "Conducción térmica en fluidos" del sexto volumen del Curso de Física Teórica (Course of Theoretical Physics) de L.D. Landau y E.M. Lifshitz. Puede utilizarse para medir la transferencia de calor y el flujo de aire en un frigorífico doméstico, hacer un análisis armónico de los regeneradores, o para comprender la física de los glaciares.